# Dorothy Middleton
Pour les articles homonymes, voir Middleton.
Dorothy Middleton (9 novembre 1909 - 3 février 1999) est une écrivaine et géographe qui a occupé plusieurs postes à la Royal Geographical Society. Son œuvre la plus connue est Victorian Lady Travellers (1965).     

## Biographie
Dorothy Butler est née le 9 novembre 1909, fille de Sir Montagu Butler et d'Anne Gertrude Smith, à Lahore, en Inde britannique, où son père est sous-commissaire. La famille déménage ensuite à Cambridge, lorsque son père à la retraite, devient maître au Pembroke College. Le 30 avril 1938, elle épouse Laurence Henry Neave Middleton, avocat, et les Middleton s'installent à Chelsea, Londres.
Dans les années 1950, Middleton est amenée par John Murray à lire des lettres d'Isabella Bird. À partir de là, l'intérêt de Middleton pour les femmes voyageuses s'accroit, aboutissant au livre Victorian Lady Travellers (1965) ainsi qu'à des contributions au Dictionary of National Biography et à des conférences à travers la Grande-Bretagne. Elle publie Lugard in Africa conjointement avec AA Thomson (1959) et édite une réimpression de The Art of Travel de Francis Galton (1971).
Middleton occupe plusieurs postes à la Royal Geographical Society, à une époque où celle-ci est encore réservée aux hommes. Elle est rédactrice en chef adjointe du Geographical Journal pendant vingt ans, devient membre honoraire en 1971 et vice-présidente honoraire en 1987.
Dorothy Middleton est décédée le 3 février 1999 à Chelsea.     

## Travaux
- Dorothy Middleton, Baker of the Nile, London, The Falcon Press, 1949[3]
- A. A. Thomson et Dorothy Middleton, Lugard in Africa, Hale, 1959[4]
- Dorothy Middleton, Victorian lady travellers, Routledge & K.Paul, 1965[5]
- Francis Galton, The art of travel, David & Charles, 1971[6]